# Krithidae
Krithidae är en familj av kräftdjur. Enligt Catalogue of Life ingår Krithidae i överfamiljen Cytheroidea, ordningen Podocopida, klassen musselkräftor, fylumet leddjur och riket djur, men enligt Dyntaxa är tillhörigheten istället ordningen Podocopida, klassen musselkräftor, fylumet leddjur och riket djur. Enligt Catalogue of Life omfattar familjen Krithidae 7 arter. 
Kladogram enligt Catalogue of Life och Dyntaxa:
| Krithidae | \| \| Krithe \| \| \| \| \| \| Parakrithella \| \| \| \| |
|           | \| \| Krithe \| \| \| \| \| \| Parakrithella \| \| \| \| |
|           | Bythocytheridae                                          |
|           |                                                          |
|           | Cobanocytheridae                                         |
|           |                                                          |
|           | Cushmanideidae                                           |
|           |                                                          |
|           | Cytherettidae                                            |
|           |                                                          |
|           | Cytheridae                                               |
|           |                                                          |
|           | Cytherideidae                                            |
|           |                                                          |
|           | Cytheromatidae                                           |
|           |                                                          |
|           | Cytheruridae                                             |
|           |                                                          |
|           | Entocytheridae                                           |
|           |                                                          |
|           | Eucytheridae                                             |
|           |                                                          |
|           | Hemicytheridae                                           |
|           |                                                          |
|           | Leptocytheridae                                          |
|           |                                                          |
|           | Limnocytheridae                                          |
|           |                                                          |
|           | Loxoconchidae                                            |
|           |                                                          |
|           | Microcytheridae                                          |
|           |                                                          |
|           | Neocytherideidae                                         |
|           |                                                          |
|           | Paracytherideidae                                        |
|           |                                                          |
|           | Paradoxostomatidae                                       |
|           |                                                          |
|           | Parvocytheridae                                          |
|           |                                                          |
|           | Pectocytheridae                                          |
|           |                                                          |
|           | Psammocytheridae                                         |
|           |                                                          |
|           | Schizocytheridae                                         |
|           |                                                          |
|           | Trachyleberididae                                        |
|           |                                                          |
|           | Xestoleberididae                                         |
|           |                                                          |
|           | Krithe                                                   |
|           |                                                          |
|           | Parakrithella                                            |
|           |                                                          |

|  | Krithe        |
|  |               |
|  | Parakrithella |
|  |               |